# Pavone del Mella
Pavone del Mella es una localidad y comune italiana de la provincia de Brescia, región de Lombardía, con 2.593 habitantes.

## Evolución demográfica
| Gráfica de evolución demográfica de Pavone del Mella entre 1861 y 2001 |
|                                                                        |
| Fuente ISTAT - elaboración gráfica de Wikipedia                        |